# Bembrive
Bembrive ist eine Pfarrei und ein Bezirk (entidad local menor) der nordwestspanischen Stadt Vigo in der Provinz Pontevedra in der Autonomen Gemeinschaft Galicien.

## Lage
Bembrive liegt in einer Höhe von ca. 50 Metern ü. d. M. oberhalb der Meeresbucht Ría de Vigo und ist etwa fünf Kilometer (Fahrtstrecke) in südöstlicher Richtung vom Stadtzentrum entfernt. Eine weitere sehenswerte romanische Kirche im Stadtgebiet von Vigo steht im ca. drei Kilometer westlich gelegenen Vorort Castrelos.

## Wirtschaft
Die Landwirtschaft, vor allem die Viehzucht, spielte traditionell die größte Rolle im Wirtschaftsleben des kleinen Ortes; in der Umgebung haben sich etwa 100 Speicherbauten (hórreos) erhalten. Heute leben viele Einwohner direkt oder indirekt von den Hafen- und Industrieanlagen im Großraum von Vigo.

## Geschichte
Bis zur Mitte des 19. Jahrhunderts war Bembrive eigenständig; dann wurde der Ort nach Vigo eingemeindet.

## Sehenswürdigkeiten
- Die Pfarrkirche Santiago ist ein spätromanischer Bau des 12. Jahrhunderts mit einer im Äußeren polygonal gebrochenen Apsis mit einem reich verzierten Konsolenfries unterhalb der Dachtraufe und drei einfachen, aber dennoch interessanten Portalen: Das im Bogenscheitel angespitzte gotische Westportal hat vier eingestellte Säulen – davon zwei mit einem gewundenen Bandornament; die Kapitelle zeigen eher romanische Motive (Flechtband etc.). Die Archivoltenbögen sind profiliert; ihre Stirnseiten präsentieren erneut Flechtbandmuster sowie Sternstäbe und einen Klötzchenfries als äußeren Rahmen. Das Südportal ist eher einfach gehalten, zeigt aber ein unvollendetes Eckmotiv neben dem Türsturz mit einer schwer zu identifizierenden Tierdarstellung. Das Portal auf der Nordseite wartet mit einem sehr dekorfreudigen Tympanon auf: Innerhalb einer quadratischen Vertiefung findet sich ein gestreckter Vierpass mit angespitzten Enden, die sich im Zentrum überschneiden und ein Kreuzmotiv ausbilden; innerhalb des Vierpasses und seitlich davon finden sich einzelne Kreis-, Stern- und Spiralmotive – allesamt Dinge, die der himmlischen oder kosmischen Sphäre zugeordnet werden können.
- Vor der Kirche steht ein barockes Kreuz aus dem 18. Jahrhundert, dessen Kruzifixus auf einem skelettierten Schädel steht. Die rückwärtige Seite zeigt eine ausdrucksstarke Pietà-Darstellung.

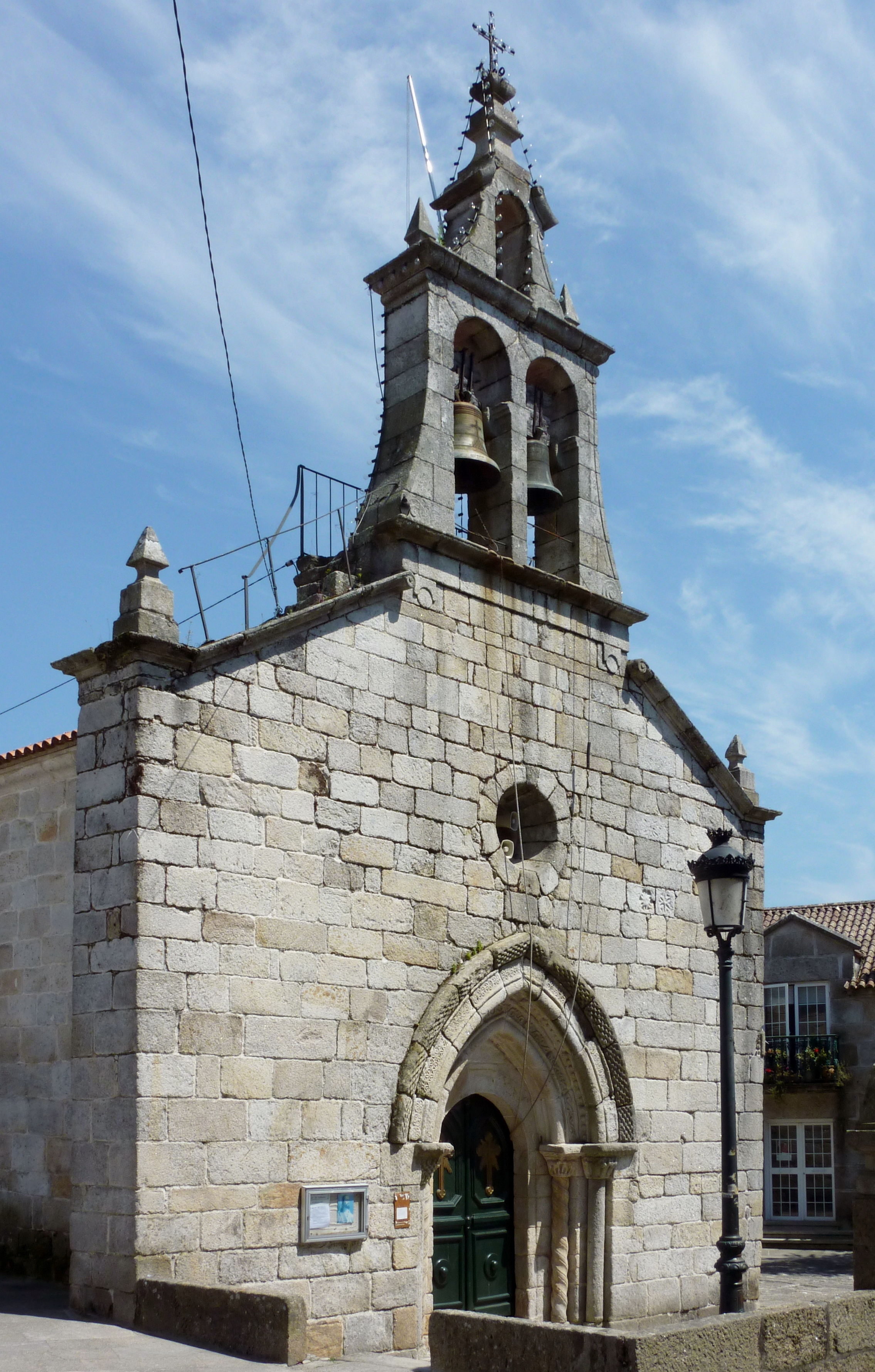
Westfassade
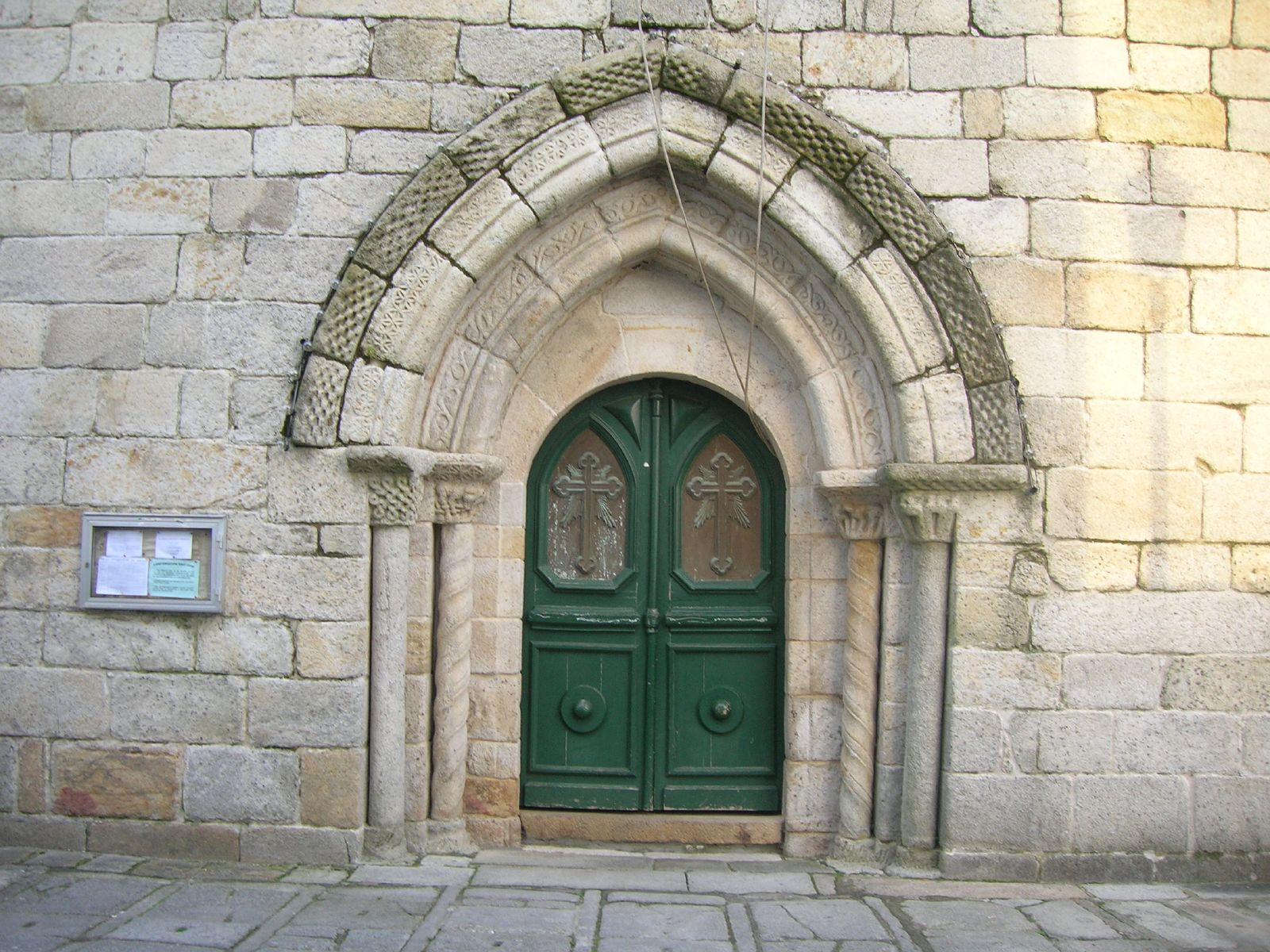
Westportal
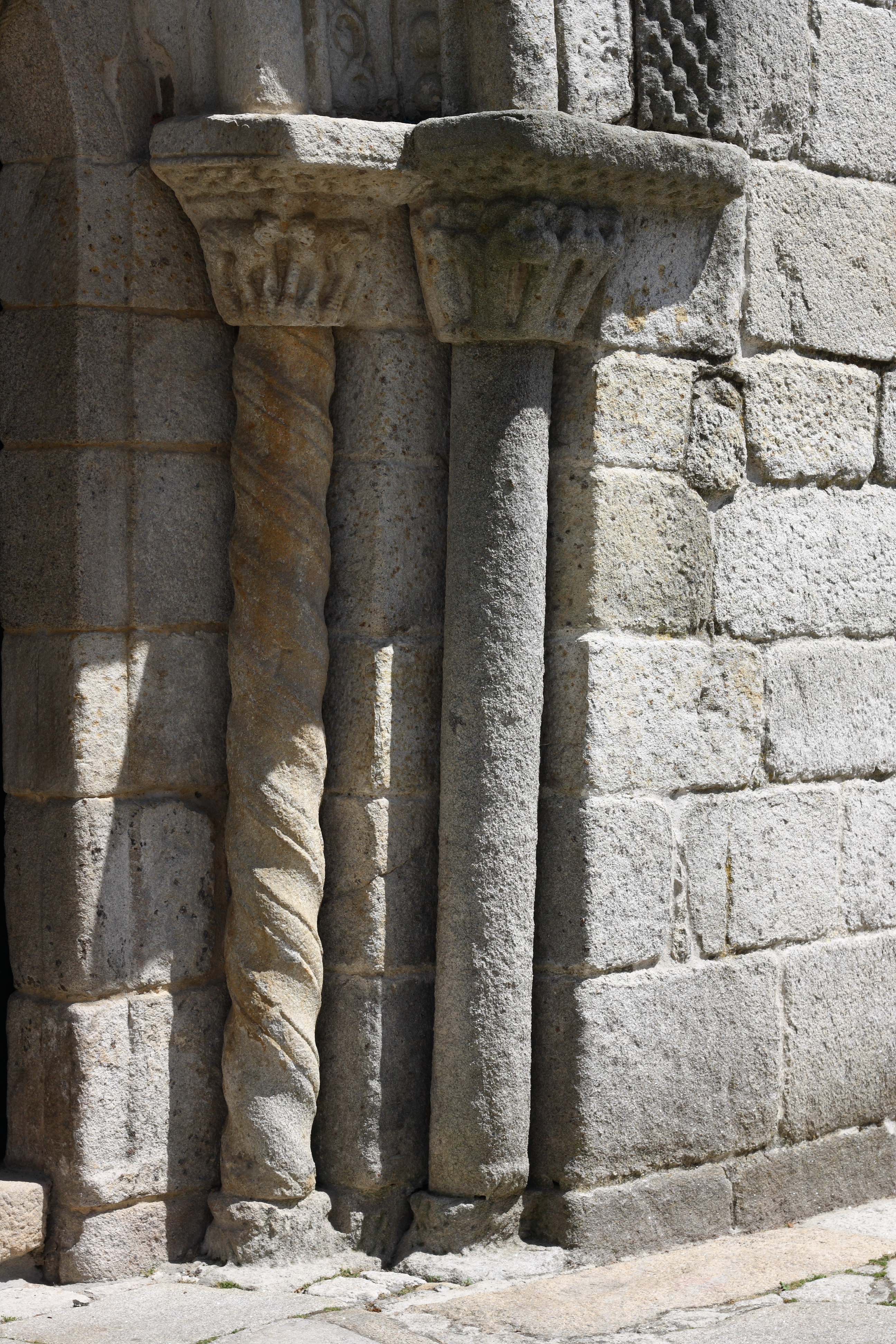
Säulen des Westportals
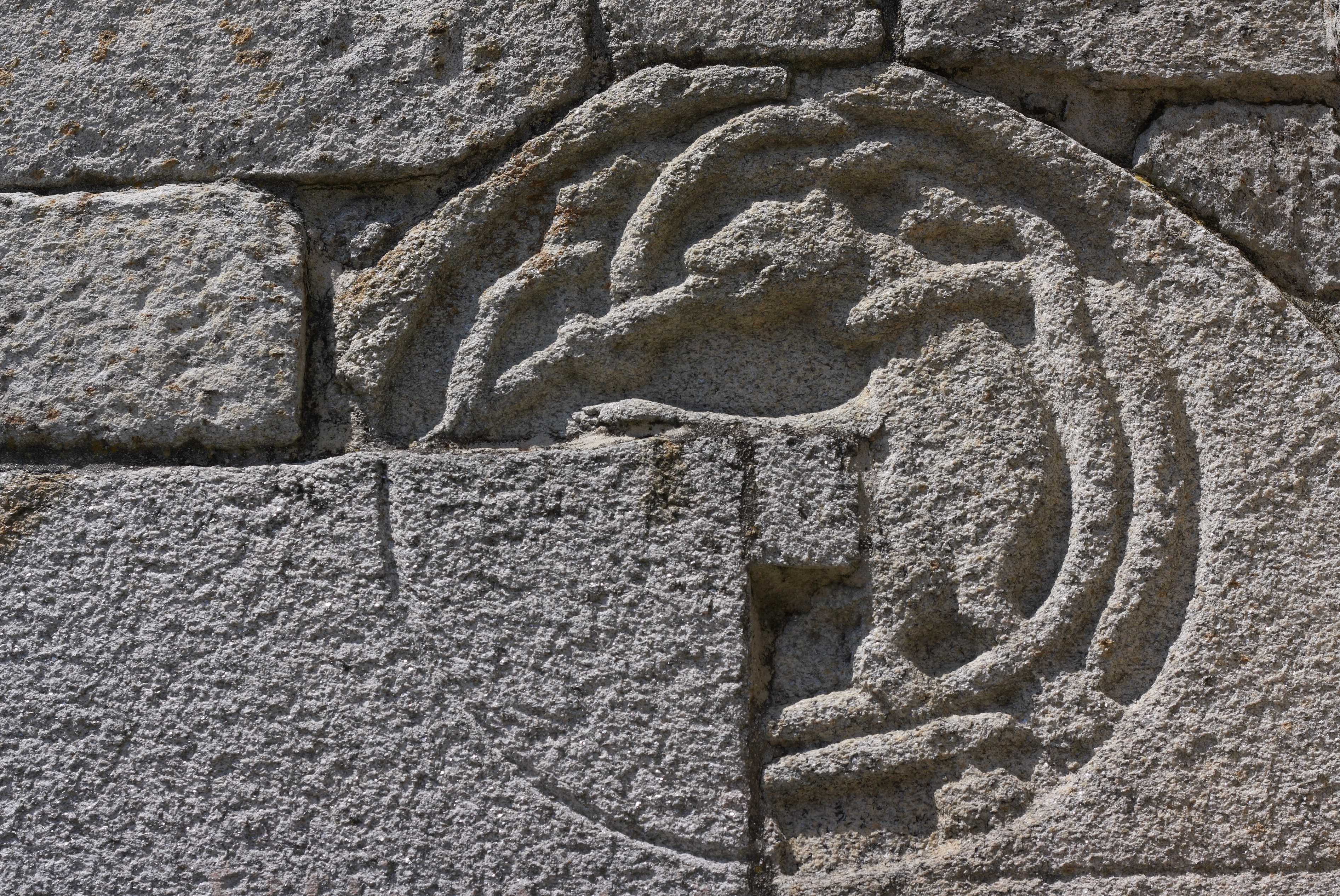
Tierfigur am Südportal
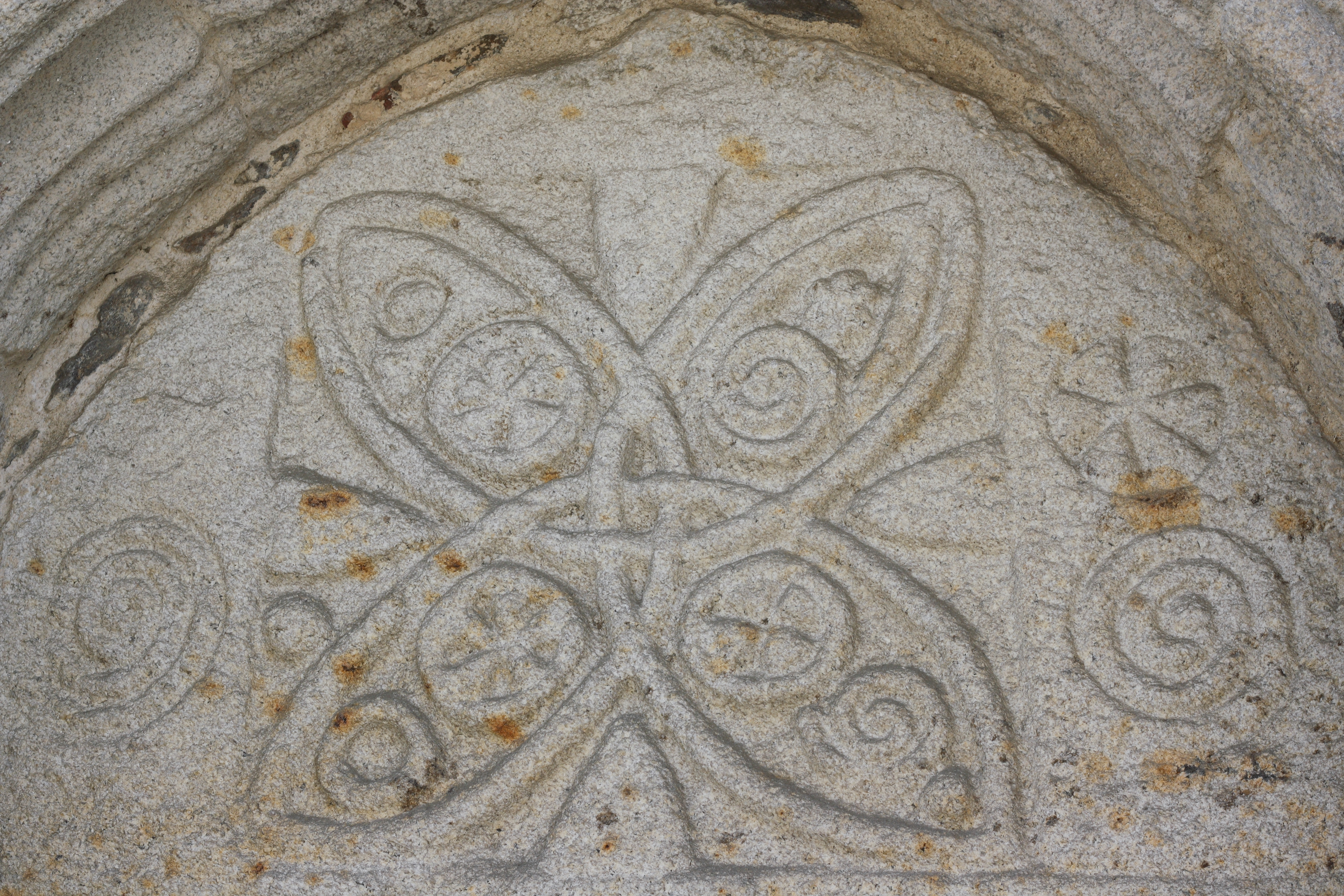
Tympanon am Nordportal
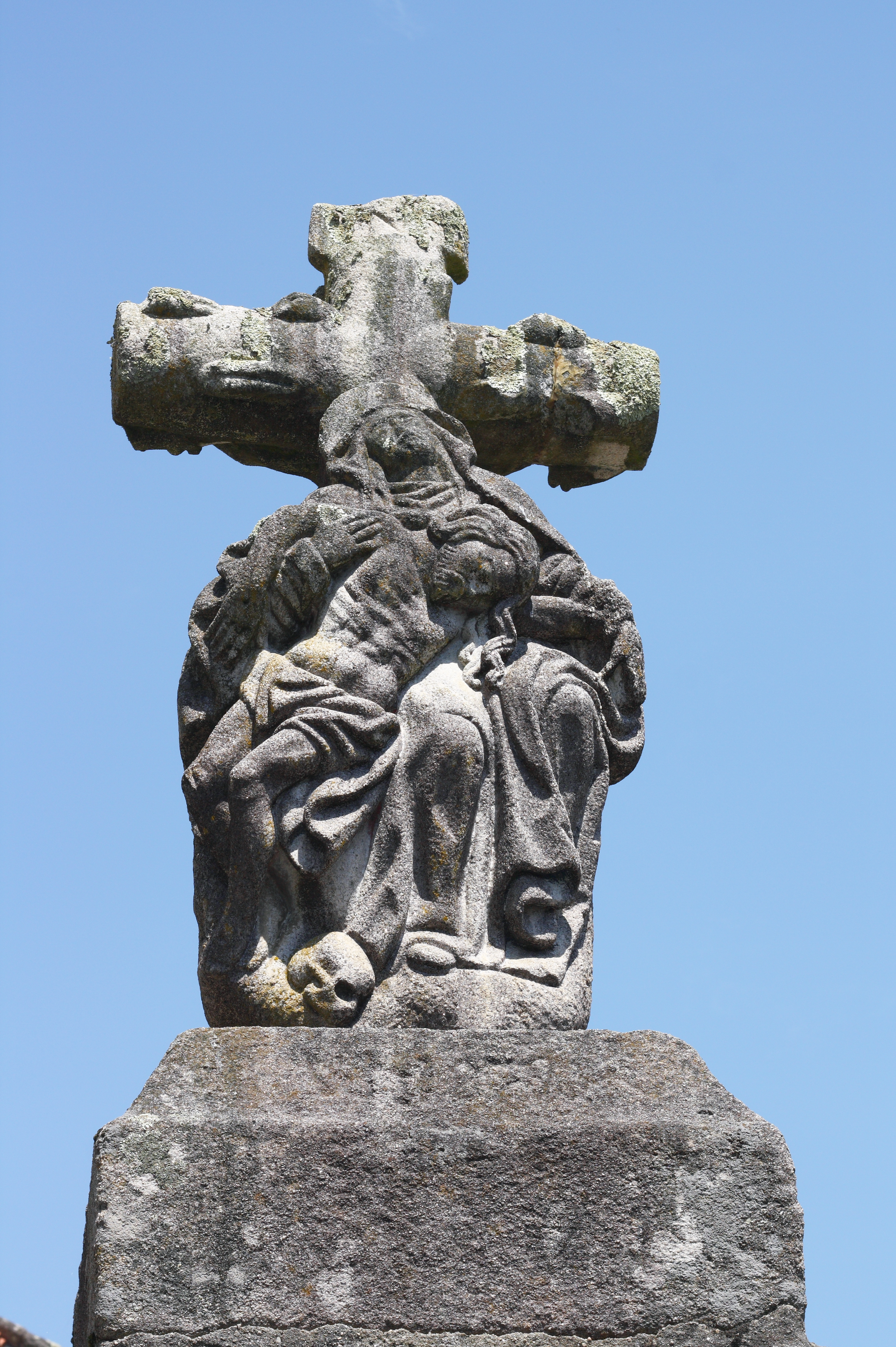
Kreuz mit Pietà

## Feste
Bedeutendstes Fest von Bembrive ist das des hl. Blasius (San Blas), welches alljährlich am 3. Februar gefeiert wird.